# Oedipoda discessa
Oedipoda discessa är en insektsart som beskrevs av Steinmann 1965. Oedipoda discessa ingår i släktet Oedipoda och familjen gräshoppor. Inga underarter finns listade i Catalogue of Life.